# Biblioteca A. S. Pushkin (Krasnodar)
La Biblioteca de Ciencia Universal del Krai de Krasnodar A. S. Pushkin (del ruso: Краснодарская краевая универсальная научная библиотека имени А. С. Пушкина) es una biblioteca pública situada en el distrito central de la ciudad de Krasnodar, capital de la unidad municipal de la ciudad de Krasnodar y del krai de Krasnodar, en el sur de Rusia.

## Historia
La biblioteca fue fundada en 1900 en homenaje al centenario del nacimiento del poeta Aleksandr Pushkin. Su primer bibliotecario fue I. A. Kuznetsov (1870-1905). El fondo inicial estaba compuesto por 2.807 tomos y la biblioteca era privada.
Con la instauración del poder soviético la biblioteca se hizo pública y gratuita. Hacia 1940 el fondo de a biblioteca comprendía 116.000 copias. Durante la Gran Guerra Patria las explosiones e incendios producidos por la ocupación de la Wehrmacht de la Alemania nazi destruyeron más de 85.000 libros, periódicos y revistas y dañaron el edificio. 
En 1956 tuvo lugar el traslado de la biblioteca al edificio que la alberga en la actualidad. En las décadas de 1960 y 1970 se amplió la instalación. En 1990 se cerraba el departamento de Spetsjran. En 1994 se creó el departamento para la automatización de los procesos en la biblioteca. 
Desde el año 2000 se incluye en la organización de la biblioteca un departamento de redacción editorial. En 1001 se abrió una sala de lectura electrónica. En 2007 se erigió el monumento a Aleksandr Pushkin frente a la entrada principal de la biblioteca.
El fondo de la biblioteca cuenta con más de 1.2 millones de copias. La colección de libros raros y manuscritos cuenta con más de 10.000 tomos. El fondo de etnografía territorial cuenta con más de 50.000 tomos. En 2009 usaron las instalaciones 46.667 usuarios.